# 横須賀町 (愛知県幡豆郡)
横須賀町（よこすかちょう）は、愛知県幡豆郡にあった町。現在の西尾市の一部にあたる。

## 地理
矢作古川の中流域に位置していた。

## 歴史
- 1889年（明治22年）10月1日、町村制の施行により、幡豆郡横須賀村が単独で村制施行し、横須賀村（第一次）が発足[1][2]。江戸期の旧村名を継承した下横須賀、上横須賀、中野の3大字を編成[2]。
- 1892年（明治25年）5月13日、町制施行し横須賀町となる[1][2]。
- 1906年（明治39年）5月1日、幡豆郡荻原村、厨村、瀬門村、富田村と合併し、横須賀村（第二次）を新設して廃止された[1][2]。